# Frecheirinha
Frecheirinha är en kommun i Brasilien.   Den ligger i delstaten Ceará, i den östra delen av landet, 1 500 km nordost om huvudstaden Brasília. Antalet invånare är 12 991.
Omgivningarna runt Frecheirinha är huvudsakligen savann. Runt Frecheirinha är det glesbefolkat, med 18 invånare per kvadratkilometer.